# Silnice II/125
Silnice II/125 je silnice II. třídy v trase: Mladá Vožice – Šebířov – Kamberk – Předbořice – Louňovice pod Blaníkem – Kondrac – Vlašim – Pavlovice – Tehov – přejezd nad dálnicí D1 – Zbizuby – Mitrov – Uhlířské Janovice – Jindice – Červený Hrádek – Poďousy – Pučery – Kořenice – Kbílek – Kolín – Velký Osek – napojení na dálnici D11.
V Mladé Vožici se odděluje od silnice II/137. Ve Vlašimi se kříží se silnicí II/112, mezi Pavlovicemi a Tehovem se na ní napojuje silnice II/126, u Zbizub se silnicí II/111, v Uhlířských Janovicích se silnicí II/335, silnicí II/336 a silnicí II/337, u Poďous se silnicí I/2, v Kolíně se silnicí I/38 a silnicí II/322, za Kolínem se silnicí II/328. Cesta končí v Libice nad Cidlinou, kde se napojuje na dálnici D11 a silnicí I/32.
Celková délka silnice je 89,3 km.[zdroj⁠?!]

## Vodstvo na trase
V Mladé Vožici vede přes Blanici (přes ní vede i u Louňovic pod Blaníkem), mezi odbočkami na Kácov a Vranice přes Sázavu, v Uhlířských Janovicích přes Výrovku, v Kolíně přes Labe.

## Fotogalerie

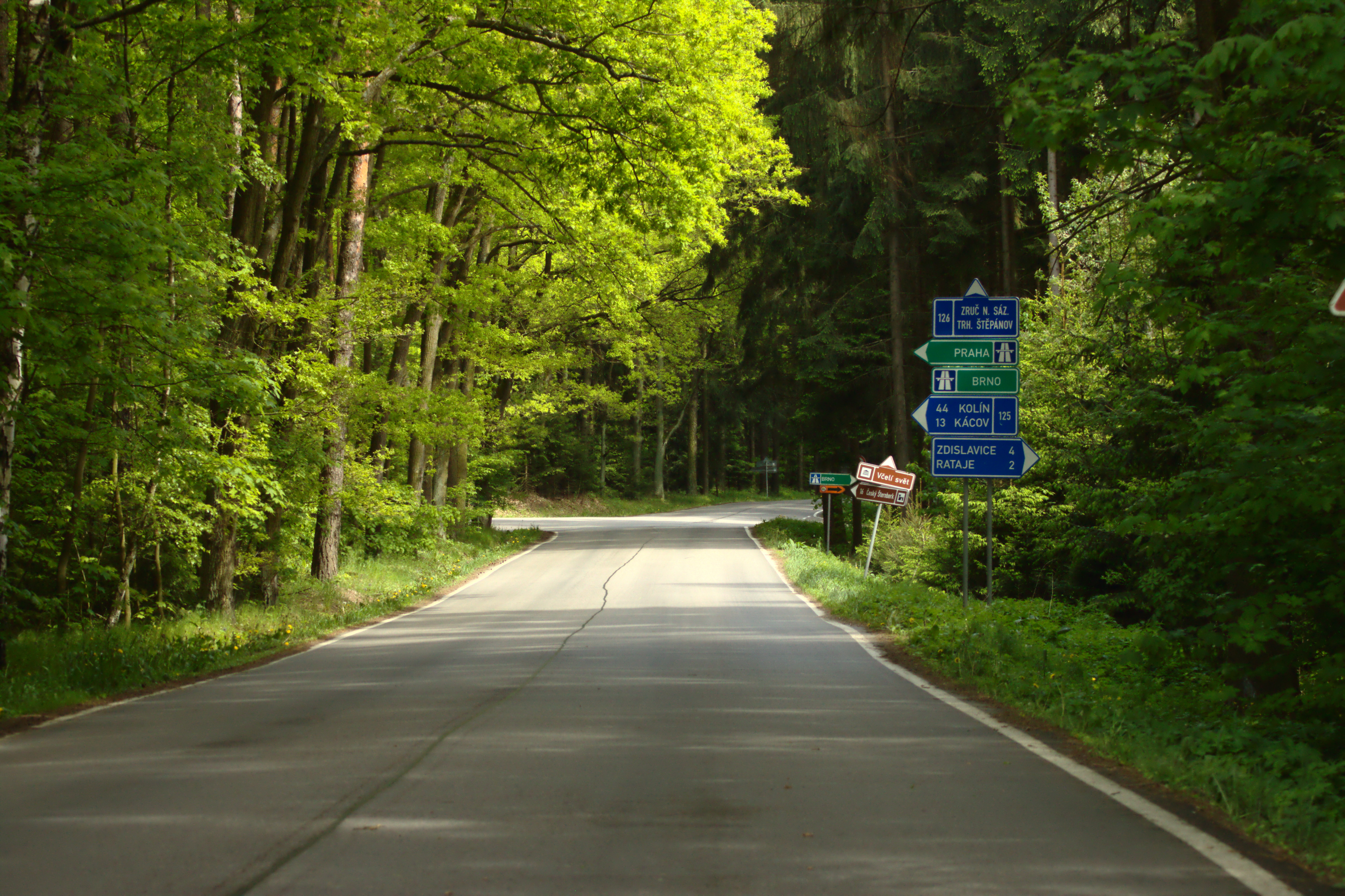
Křižovatka u Trhového Štěpánova (silnice II/125 a II/126)
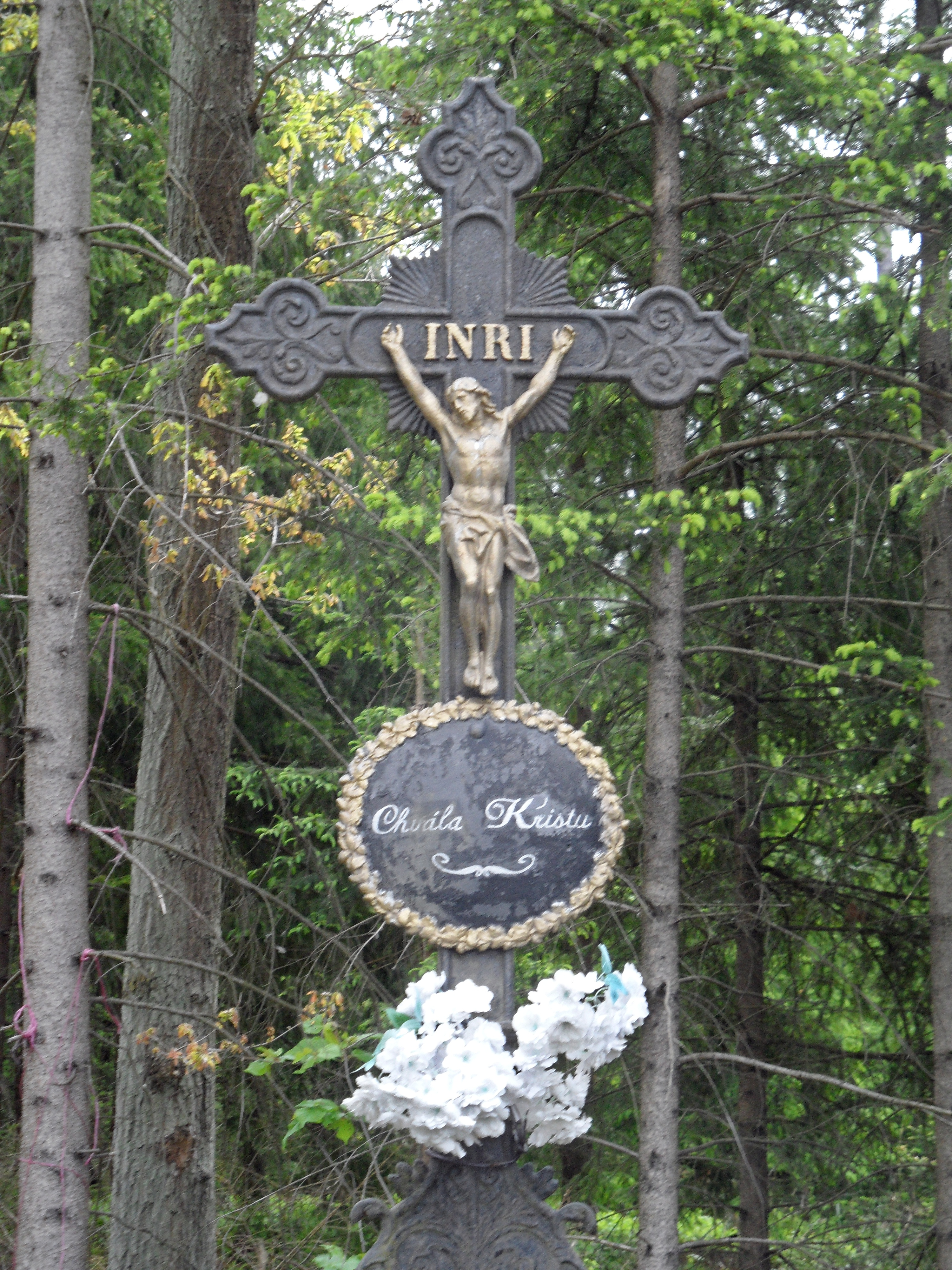
Křížek u křižovatky silnic II/125 a II/126
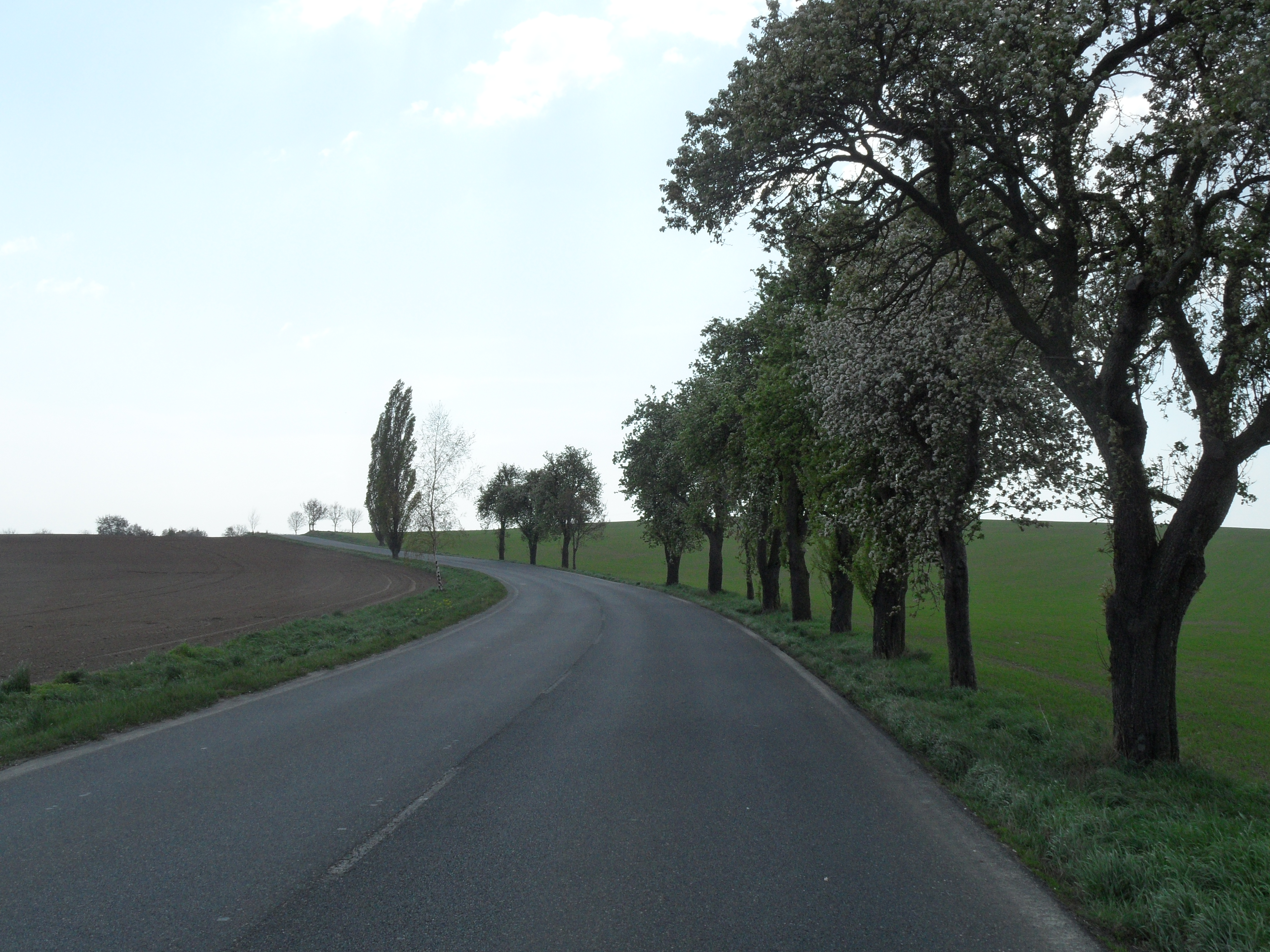
Za obcí Kbílek, směr Kořenice